# 다크 블루 월드
《다크 블루 월드》(Dark Blue World, 체코어: Tmavomodrý svět)는 이탈리아에서 제작된 얀 스베락 감독의 2001년 전쟁, 드라마, 멜로/로맨스, 액션 영화이다. 온드레이 베치 등이 주연으로 출연하였고 에릭 아브라함 등이 제작에 참여하였다.

## 출연

### 주연
- 온드레이 베치
- 크리스토프 하덱

### 조연
- 타라 피츠제랄드
- 찰스 댄스
- 올드리치 카이저
- 린다 리보바

## 기타
- 공동제작: 웨너 코에니그
- 공동제작: 도메니코 프로카치
- 미술: 잔 블라삭
- Ass-PD: 에드 휘트모어
- 배역: 도린 존스